# Sue E. Holbert
Sue E. Holbert (nascida em 1935) foi uma arquivista norte-americana da Sociedade Histórica de Minnesota e do Minnesota State Archivist (1979-1993). Ela agora é proprietária da Booklady Used and Rare Books em Chicago, Illinois.

## Carreira
Depois de trabalhar na divisão de publicações da Sociedade Histórica de Minnesota, em 1972 ela tornou-se arquivista lá. Em 1979, ela tornou-se arquivista do estado de Minnesota. Profissionalmente, ela também foi membro do conselho da Sociedade de Arquivistas Americanos (SAA) (1981-1985), presidente da Secção de Registos Governamentais da SAA (1980-1981) e Presidente da SAA (1987-1988).

## Publicações
Em 1977, ela escreveu Archives & Manuscripts: Reference & Access, parte da série de manuais básicos do SAA. Ela também escreveu o capítulo Mulheres na Legislatura de Minnesota em Mulheres de Minnesota: Ensaios biográficos seleccionados.